# Mariana Mantovana
Mariana Mantovana é uma comuna italiana da região da Lombardia, província de Mântua, com cerca de 594 habitantes. Estende-se por uma área de 8 km², tendo uma densidade populacional de 74 hab/km². Faz fronteira com Acquanegra sul Chiese, Asola, Piubega, Redondesco.

## Demografia
| Variação demográfica do município entre 1861 e 2011                               |
|                                                                                   |
| Fonte: Istituto Nazionale di Statistica (ISTAT) - Elaboração gráfica da Wikipedia |